# Agrostis congener
Agrostis congener é uma espécie de gramínea do gênero Agrostis, pertencente à família Poaceae.